# TREM1
Le TREM1 (pour « Triggering receptor expressed on myeloid cells 1 ») est un récepteur membranaire dont le gène est TREM1 situé sur le chromosome 6 humain. il joue un rôle dans l'inflammation

## Rôles
Il est exprimé à la surface des monocytes, des ganulocytes et des polynucléaires neutrophiles. Il interagit avec le DAP12 et son activation augmente l'expression de l'interleukine 8, du TNF-alpha et du CCL2, le tout entraînant la dégranulation des polynucléaires. Il intervient ainsi dans l'inflammation, notamment en cas de choc septique et dans la migration des leucocytes.

## En médecine
Son taux sanguin est augmenté en cas de pancréatite aiguë et est corrélé avec la gravité de l'atteinte. Son expression est également augmentée dans le liquide synovial en cas de polyarthrite rhumatoïde.
Il intervient dans le remodelage cardiaque après un infarctus du myocarde et son taux sanguin serait corrélé avec un mauvais pronostic. Il joue dans la progression de l'athérome et favorise l'inflammation vasculaire.